# Brookside (Alabama)
Pour les articles homonymes, voir Brookside.
Brookside est une municipalité américaine située dans le comté de Jefferson en Alabama.

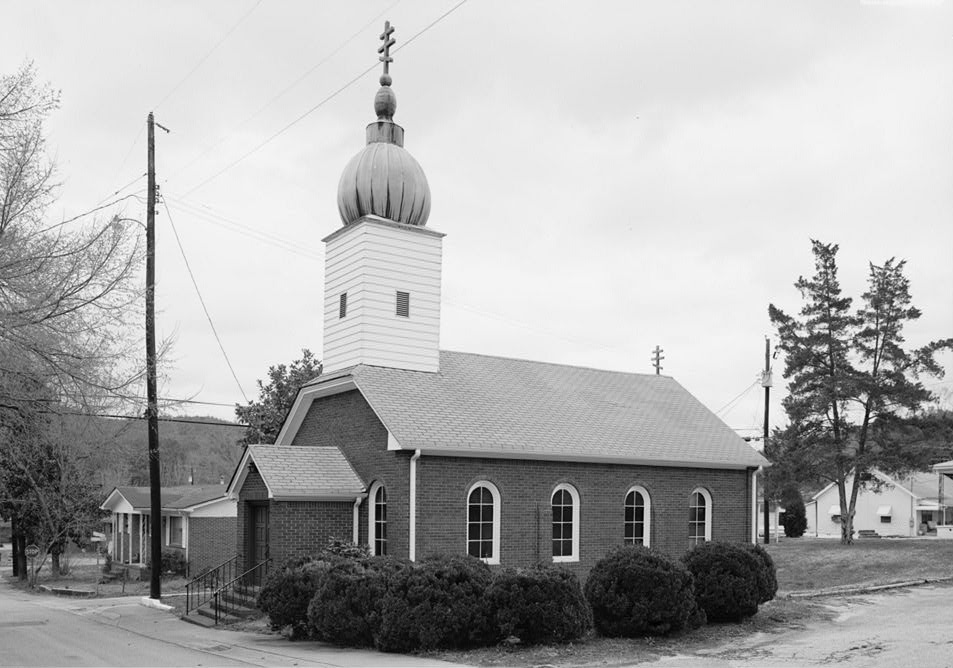
Église orthodoxe russe Saint-Nicolas à Brookside (érigée en 1916, rénovée en 1965)

Selon le recensement de 2010, sa population est de 1 363 habitants. La municipalité s'étend sur 6,41 milles carrés (16,6 km2).

## Démographie
| 1890 | 1900 | 1910 | 1920 | 1930 | 1940 | 1950 | 1960 |
| ---- | ---- | ---- | ---- | ---- | ---- | ---- | ---- |
| 380  | 658  | 623  | 666  | 466  | 714  | 733  | 999  |

| 1970 | 1980  | 1990  | 2000  | 2010  | - | - | - |
| ---- | ----- | ----- | ----- | ----- | - | - | - |
| 990  | 1 409 | 1 365 | 1 393 | 1 363 | - | - | - |